# Слайтаратиндур
Слайтаратиндур (на фарьорски: Slættaratindur) е най-големият връх на Фарьорски острови, разположен на остров Ейстурой, Дания. Височината му е 880 m над морското равнище.